# Prvi
Prvi je nenaseljeni hrvatski jadranski otočić. Nalazi se sjeverno od kanala koji dijeli otok Proizd od sjeverozapadnog kraja otoka Korčule, u blizini Vele Luke.
Površina otočića iznosi 7401 m². Dužina obalne crte iznosi 344 m, a iz mora se uzdiže 5 m.
Oko 400 metara sjeverno je otočić Izvanjski.